# Fraat I.
Fraat I. Partski (perzijsko فرهاد يکم‎), veliki kralj Partskega cesarstva od leta 176 do 171 pr. n. št., * ni znano, † 171 pr. n. št..
Prestol je nasledil od svojega očeta Friapatija (vladal 191-176 pr. n. št.). Po prihodu na oblast je poskušal okrepiti svojo oblast z vojnimi pohodi proti sosednjim nomadskim in gorskim plemenom in Medijcem. Njegovi vojaški dosežki so bili  skromni.  Podjarmil Amarde, ki so živeli v pogorju Elbrus južno od Kaspijskega jezera, in Starangijance, nomadsko pleme iz jugovzhodne Partije. Na pohodu v Medijo je padel v zasedo združene amardske in skitske vojske. V bitki je bil zadet s puščico v trebuh. Tik pred smrtjo je za naslednika namesto svojega mladoletnega sina imenoval svojega brata in modrega generala Mitridata. 
| Fraat I. Arsakidska dinastijaRojen: ni znano Umrl: 171 pr. n. št. |                                                                        |                        |
| Vladarski nazivi                                                  |                                                                        |                        |
| Predhodnik: Friapatij                                             | Veliki kralj (šah) Partskega cesarstva 176 pr. n. št. – 171 pr. n. št. | Naslednik: Mitridat I. |